# 香港差餉
香港的差餉，是針對物業而徵收的稅項，相當於其他國家的物業稅，可為政府帶來穩定可靠的財政收入。

## 香港差餉稅收歷史
根據《差餉條例》（香港法例第116章），除獲特別豁免之外，香港所有物業均須評估差餉，應繳差餉數額是根據物業的應課差餉租值乘以指定徵收百分率來計算。簡單而言，應課差餉租值是指物業在某指定估價依據日期的估計市值租金。

### 開徵差餉的起源和早期發展情況
香港差餉稅制經歷160多年的演進，首條《差餉條例》，即1845年第2號條例在該年制定，所徵收的款項用作支付警隊（差人）糧餉所需。隨後30年間，再陸續透過條例將支付服務開支的餉項伸展至諸如「街燈餉項」、「食水餉項」、「消防餉項」等項目。1888年重新制訂或引進《差餉條例》的詞彙如「物業單位」、「應課差餉租值」和「臨時估價」等，自此均成為香港差餉法例的核心理念。

### 差餉整合
1931年之前，差餉徵收百分率與地區掛鈎。1931年，政府意識到不劃一的徵收百分率，令人有混淆不清之感。再者，物業的應課差餉租值，應足以反映有否為若干地區提供設施。政府因而制定1931年第16號條例，把獲提供服務的地區差餉徵收百分率劃一為17%，惟食水仍須另外處理。只獲政府供應未經清濾淡水的物業單位，徵收百分率的減幅固定為1%；至於沒有淡水供應的物業單位，減幅則固定為2%。1984年，因應供水情況而寬減差餉的計算方法有所改變；徵收百分率的減幅，必須按立法局決議所指定的百分率計算。由1984年4月1日起，只獲供應未經清濾淡水及沒有淡水供應的物業單位，差餉減幅分別為7.5%和15%。

### 市政局和區域市政局差餉
1973年市政局重組架構之後，市區所徵收的差餉分為兩部分，即歸納一般稅收的「一般差餉」，以及撥作市政局經費的「市政局差餉」。新界區所徵收的差餉均屬「一般差餉」，歸納為一般稅收，此安排沿用至1986年區域市政局成立為止。
自1986年4月1日起，區域市政局管轄範圍（即新界區）內開徵「區域市政局差餉」，以取代一般差餉，並為當時新成立的區域市政局提供主要財政來源。然而，2000年1月1日《市政(重組)條例》生效之後，兩個市政局隨即解散，所有差餉稅收均成為政府的一般收入，後來引發香港垃圾徵費爭議。

### 每年重估差餉
1845年制定的首條《估價則例》訂明，「上述總督會同議政局可實施每年評估新應課差餉租值」。不過，礙於資源所限，實難每年重估差餉。1851年的修訂條例引入「沿用」現行差餉估價冊概念，因而毋須每年重估差餉。法例中有關「沿用」的條文，一直是香港差餉稅制的特色，直至1973年修訂條例撤銷每年重估差餉的規定為止。此後，差餉估價冊一直維持有效，至新差餉估價冊公布生效為止。
然而，由於重估差餉時間相隔太久，造成應課差餉租值經重估後大幅飆升。1998年11月，政府公布新差餉估價冊由1999年4月1日起生效，此後每年須重估差餉一次。

### 擴展差餉徵收區至新界全部地區
直至1935年，政府始向新界徵收差餉，在新界部分地區（1935年於元朗和大埔，1937年在荃灣）引入以樓宇資本值作為徵收差餉計算基礎的修訂差餉制度，這些地區獲提供街燈照明、渠務設施、食水供應等服務。
1955年，政府把市區的差餉稅制伸延至新界，取代了這個在新界實施的特別差餉制度。是項轉變源自1954年的《差餉（修訂）條例》，該條例同時為新界訂立較低的差餉徵收百分率，並豁免農地及相關建築物的差餉。適用於荃灣、葵涌，以及沿青山公路一帶的新差餉估價冊在1956年公布。
政府原本打算把適用於新界西這細小部分土地，並於1956/57年度生效的差餉估價冊，作為分期擴展計劃的第一期，從而盡快將市區差餉稅制伸延至新界其他地區，但直至1974年，政府仍未展開其他階段擴展，主因是較早時承諾不評估傳統村屋的差餉，加上難以就這類屋宇的定義達成共識，因此執行上十分困難。
政府其後加快將差餉徵收區擴展至新界，並於1975年通過修訂條例，由1976年4月1日起，豁免新界農地住屋及村屋的差餉。政府同時在新差餉徵收區推出嶄新的「漸進式」調整差餉徵收百分率措施，首年為新界區基本徵收百分率的50%，然後逐年提高10%，直至第六年始須繳付差餉全數。

### 1988年擴展至餘下地區
1987年的《差餉（香港地區）（修訂）令》規定，自1988年4月1日起，全港所有餘下的地區終於納入差餉徵收範圍。自此，香港全部地區均須徵收差餉。由1990年開始，差餉物業估價署（下稱「估價署」）只須為市政局地區和區域市政局地區擬備差餉估價冊，而不用再為先前的47個差餉徵收區分別擬備差餉估價冊。2000年市政局與區域市政局解散之後，再無市政局地區和區域市政局地區之分。因此，估價署為全港擬備單一的差餉估價冊。

## 繳納差餉的責任

### 「物業單位」的定義
差餉屬於就使用物業而徵收的稅項。香港評估差餉的單位稱為「物業單位」，根據《差餉條例》的定義為：
「作為各別或獨立的租賃或持有單位而持有或佔用，或根據任何特許而持有或佔用的土地(包括有水淹蓋的土地)、建築物、構築物或建築物或構築物的部分。」
關於「物業單位」的定義，土地審裁處（下稱「審裁處」）審理一宗差餉上訴案，即友聯機械維修工程有限公司 訴 差餉物業估價署署長[1982] HKDCLR 32時，曾經仔細考慮，結果認為考慮物業單位的定義時，應包括兩個要素：
- 第一要素是關乎須評估差餉的對象，即「土地、建築物及構築物」；以及
- 第二要素是界定上述三類物業時，必須符合「作為各別或獨立的租賃或持有或佔用，或根據任何特許而持有或佔用」的情況，方可徵收差餉。

「佔用」一詞，實指有人或東西實際使用或佔用土地。「持有」含有「擁有」的意思。「各別或獨立」則用以界定何種情況足以構成物業單位。「租賃」的定義包括契約和短期租約。除租賃之外，根據任何特許而持有或佔用的土地均可徵收差餉。

### 工業裝置及機械應課差餉
《差餉條例》第8條有關「內有機械的物業單位」的定義，在1973年加入條例中，訂定何種機械視為物業單位的一部分。[1991年]，該條例加入第8A條，把若干機械項目定為可評估差餉項目，規定凡任何土地、建築物或構築物由任何人藉任何工業裝置而佔用，則就差餉而言，不論該土地、建築物或構築物在其他情況下是否屬物業單位，在佔用範圍內仍須當作為一個獨立物業單位。第8A條指明，「工業裝置」包括電纜、渠道、管道、鐵路軌道、電車軌道、油箱、工業裝置或機械的固定座架及支撐物。

### 廣告招牌應課差餉
1973年，《差餉條例》新增第9條條文，規定可就廣告招牌徵收差餉。該條重點是將土地作展示廣告用途的使用權，視為獨立物業單位而須評估差餉，並於評估土地的應課差餉租值時，一併評估廣告位的價值。因此，所有廣告牌，不論作為獨立物業單位或附設於主物業單位內，均須評估差餉。

### 繳納差餉的法律責任
物業的擁有人和佔有人，均有法律責任繳納物業單位的差餉，但實際上則視乎兩者訂立的協議條款而定。如沒有其他協議，即由佔用人繳納。

### 分攤應課差餉租值和應繳差餉
個別物業單位的擁有人或佔用人，可向差餉物業估價署署長（下稱「估價署署長」）提出申請，要求把按《差餉條例》第10條評估的合併物業單位應課差餉租值分攤。估價署署長接獲申請後，以指明表格通知分攤結果。分攤應課差餉租值旨在協助物業單位的個別擁有人或佔用人，釐定各自負責的應課差餉額。
根據《差餉條例》，分攤應課差餉租值並不表示個別物業單位可分開評估差餉，合併物業單位及其應課差餉租值仍會整體列入差餉估價冊內。因此，反對應課差餉租值只能就合併物業單位的應課差餉租值提出。

### 寬減差餉
香港以往亦曾實施寬減措施，用以紓緩短期差餉增加的壓力，但長遠而言，仍維持差餉稅制的公平原則和完整程度。
舉例說，1999年落實每年重估差餉之前，由於相隔很久始全面重估應課差餉租值一次，應課差餉租值因而一下子大幅飆升，對差餉繳納人構成沉重負擔。為減輕差餉大幅飆升所造成的影響，政府在1977年3月制定《公共收入保障（差餉）令》，規定1977/78和1978/79年度的應課差餉額加幅，不得超過前一年應繳差餉額的三分之一，這項措施稱為「差餉寬減計劃」。
1984年，政府根據上次差餉寬減計劃的概念，修訂《差餉條例》第19條，為非經常重估所帶來的影響逐步引入制度，規定每年應繳差餉額的加幅，不得超過前一年應繳差餉額的某個百分率，此百分率則由立法會經決議案釐定。1984/85年度全面重估應課差餉租值後，1984/85、1985/86和1986/87等各年度的應繳差餉額加幅上限，均定為不得超過上年度的20%。其後的年度亦見到同類安排，1991/92年度差餉加幅的上限設定為25%，1994/95、1995/96、1997/98和1998/99等各年度的上限則為20%。
當1999年推行全面重估差餉後，雖然條例仍保留相關條文，但政府不再引用第19條實施寬減措施。除第19條所載的條文之外，政府還可透過第35和36條所賦予的權力，向差餉繳納人退還或寬減差餉。近年有多次的特殊情況下，政府都運用這些權力，向繳納人一次過退還差餉或予以寬減。1998年，差餉繳納人獲退還4至6月季度已繳的差餉。1999年7至9月季度的應繳差餉額則豁免一半。2002年1月1日至12月31日期間，所有差餉繳納人均獲減免差餉，每個物業單位以2,000元為上限。政府其後將豁免上限再提高至5,000元，由2002年4月1日起生效。2003年，差餉繳納人獲豁免7至9月季度應繳的差餉，每個住宅物業單位最多可減免1,250元差餉，非住宅物業單位則最多獲豁免5,000元。為減輕市民負擔或共享經濟繁榮的成果，2007/08、2008/09、2009/10、2010/11和2011/12等年度亦實行同類寬減措施，但豁免額並非一致。

## 徵收及追討差餉

### 差餉徵收官
估價署署長自1995年7月1日起，從庫務署署長手中接管差餉徵收官的職責，目的是為差餉繳納人提供更佳的一站式服務。差餉徵收官的職能包括發出徵收差餉通知書、管理差餉帳戶和繳納人的記錄，以及追討差餉欠款。
然而，庫務署初期仍繼續透過設於全港各分區的辦事處，負責實際收取差餉的工作。其後，櫃檯收款和接受郵政匯款繳交差餉的服務，分別於2001年10月和2003年4月外判給香港郵政。估價署則直接負責各種電子繳納差餉途徑的行政工作。

### 徵收通知書及繳費
每季的差餉須在每季首月，即每年的1月、4月、7月和10月預繳。《差餉條例》規定，估價署署長可決定繳交差餉次數的多寡。除了向所有繳納人發出季度徵收通知書外，估價署署長亦須每季在憲報公布繳交差餉的最後限期和方式。
差餉繳納人可循多種途徑繳交差餉，包括銀行自動轉帳、繳費靈、自動櫃員機、電子繳費服務站、互聯網、以郵遞方式或親身到126家郵政局（流動郵政局除外）的任何一家繳款。2010/11年度約有56%繳納人選用電子途徑（包括自動轉帳）繳付差餉，40%親身繳交，4%以郵遞方式繳納。

### 分攤與抵銷
在許多情況下，差餉繳納人會要求分攤和抵銷差餉繳款。估價署署長獲授權作出這種安排，以提高徵收差餉的效率和方便繳納人。有關安排簡介如下：
- 物業買賣雙方分攤差餉；
- 即使有物業單位須根據《差餉條例》第10條的規定，與其他物業單位一併估價，亦可分攤應課差餉租值；或
- 倘物業結構經過改動，或現有物業單位需要分拆或合併，估價人員必須刪除現有估價，然後訂立新估價（即刪除及臨時估價）。如有關變更具追溯效力，估價署須退還已繳納的差餉，繳納人可選擇抵銷安排。

### 附加費與追討欠款
倘限期屆滿時仍未繳交差餉，可被徵收5%附加費；如限期屆滿後六個月內仍未清繳差餉，可按欠款總額再徵收10%附加費。估價署展開追討差餉欠款的法律行動之前，會先向繳納人發出警告信，要求即時清繳欠款。倘差餉欠款不超過50,000元，估價署可入禀小額錢債審裁處追討；如超過50,000元，則須入禀區域法院追討。法院頒布裁決後有關人士仍未清繳欠款的話，估價署署長最終可向法院申請樓宇押記令(俗稱「釘契」)，禁止該物業在押記令取消前轉讓。

### 空置退款
1973年之前，空置樓宇可獲全數退還已繳付的差餉。自1973年起，空置物業只獲退還半數差餉。同年年底，空置住宅物業可獲退還一半差餉的規定撤銷。1995年7月1日，空置非住宅樓宇獲退還差餉措施終於廢除。此後，空置物業不再獲退還差餉，除非是因政府取得法院頒令而空置。露天空置土地如非用作停放車輛，亦可獲退還差餉。

### 退還多繳款項
估價署署長在下列情況須退還已繳差餉和附加費：
1. 差餉並非按差餉估價冊徵收，例如估價署覆核繳納人所提出的反對或建議書後，削減應課差餉租值；
2. 物業單位曾於任何期間獲豁免差餉；
3. 法院應政府的申請發出命令，以致物業單位空置或不能佔用；
4. 刪除估價生效日期後已繳的差餉；或
5. 差餉繳納人並無繳交該筆款項的法律責任。

### 行政長官下令退還差餉
即使《差餉條例》另有任何規定，行政長官仍可下令退還已繳差餉和逾期附加費。1998年，1997年亞洲金融風暴爆發，行政長官下令向所有繳納人退還當年4至6月季度的差餉，作為紓解民困的措施之一。

### 反對拒絕退款的上訴
任何人如因估價署署長拒絕退還差餉而不滿，可向區域法院上訴。區域法院有權聆訊和裁定獲任何成文法則許可，且款額不超過100萬元的民事債項申索。即使申索退還的款項超過此限額，區域法院仍可就該項上訴作出裁決。

## 評估差餉的基礎

### 評估的原則
應課差餉租值是評估差餉的基礎。《差餉條例》第7(2)條對應課差餉租值的定義有以下說明：
「……須相等於在下述情況下物業單位按年租出可合理預期得到的租金

(a) 租客承擔支付一般由租客支付的所有差餉及稅項；以及

(b) 業主承擔支付地稅、修葺費用、保險費，以及維持該物業單位於能得到該租金的狀況所需的其他開支。」
應課差餉租值是物業單位在公開市場出租時估計可收取的年租。「假定租賃」是慣常做法，並有法律案例支持，應課差餉租值就是假定物業以其實際狀況空置出租，並獲業主和租客雙方同意訂定租賃，然後依據物業出租後可收取的年租而估算出來。評估租金時，必須假設業主願意承擔維修費用和其他必需開支的責任，將物業單位維持於合理的狀況。這意味在評定應課差餉租值時，毋須理會一般的失修情況。然而，無法修復的嚴重失修、或只有耗費不菲才能修復的情況，則應加以考慮。

### 差餉估價冊內劃一估價水平
1973年，香港的差餉法例引入「差餉估價冊內劃一估價水平」概念，立法理念是把臨時估價所得出的應課差餉租值，限制在不得高於差餉估價冊內同類物業的應課差餉租值水平。根據這理念，倘差餉估價冊生效日期後租金水平下降，則應把臨時估價的應課差餉租值定為低於「差餉估價冊內劃一估價水平」。

### 估價依據日期
有關「差餉估價冊內劃一估價水平」的條文於1981年修訂，規定在確定應課差餉租值時，必須參考一個指定日期，即「估價依據日期」當日的租金水平。在該日之後租金的一般變動，並不在考慮之列，因此隨後的租金升跌都不會影響應課差餉租值水平。近年，估價依據日期均定為10月1日，新差餉估價冊的生效日期則為翌年的4月1日，即2011/12年度差餉估價冊的估價依據日期為2010年10月1日。

### 反映實況原則
香港採納英國差餉法其中一個重要原則，即「反映實況原則」。這個詞語的原文Rebus Sic Stantibus是拉丁文，意思是「一如現況」，《差餉條例》第7A(2)、(3)條已包含這個概念。根據這原則，為物業單位估價時須假設估價依據日期當日：
- 物業單位的狀況和實際用途；
- 所有會影響佔用模式或性質的因素；以及
- 同區其他物業單位的佔用情況和用途，以及區內的交通和其他設施，

均與其在以下法定日期時，即：
(a)就全面重估差餉而言，指差餉估價冊的生效日期（該年4月1日）；以及
(b)就臨時估價而言，指發出臨時估價通知書的日期，並無二致。

### 估價方法
以下三種估價方法，皆獲法院認可，為評估物業差餉的最常用估價方法。